# باريس لوفالوا
باريس لوفالوا (بالفرنسية: Paris-Levallois)‏ هو فريق كرة سلة فرنسي تأسس في 2007 يقع في لوفالوا-بيري، هوت دو سين، فرنسا. يلعب في الدوري الفرنسي لكرة السلة الدرجة الأولى.

## وصلات خارجية
- الموقع الإلكتروني